# Colonia los Salazares
Colonia los Salazares är en ort i Mexiko.   Den ligger i kommunen San Luis Potosí och delstaten San Luis Potosí, i den centrala delen av landet, 400 km nordväst om huvudstaden Mexico City. Colonia los Salazares ligger 1 902 meter över havet och antalet invånare är 339.
Terrängen runt Colonia los Salazares är platt åt nordost, men åt sydväst är den kuperad. Terrängen runt Colonia los Salazares sluttar österut. Runt Colonia los Salazares är det tätbefolkat, med 591 invånare per kvadratkilometer. Närmaste större samhälle är San Luis Potosí, 6,9 km sydost om Colonia los Salazares. Runt Colonia los Salazares är det i huvudsak tätbebyggt.